# Wu-čung (Ning-sia)
Wu-čung (čínsky pchin-jinem Wúzhōng, znaky 吴忠) je městská prefektura v Čínské lidové republice, kde je součástí autonomní oblasti Ning-sia. V roce 2020 měla téměř 1,4 milionu obyvatel.

## Poloha
Wu-čung leží ve střední části Ning-sie, přičemž na východě i západě sahá až k hranici oblasti. Na severozápadě a severovýchodě hraničí s Vnitřním Mongolskem, na severu s Jin-čchuanem, na východě s provincií Kan-su, na jihovýchodě s provincií Šen-si, na jihu s Ku-jüanem a na západě s Čung-wejem.

## Administrativní členění
Městská prefektura Wu-čung se člení na pět celků okresní úrovně, a sice dva městské obvody, jeden městský okres a dva okresy.
| městský obvod · Li-tchung městský obvod · Chung-s’-pu městský okres · Čching-tchung-sia okres · Jen-čch’ okres · Tchung-sin |          |                       |                    |                                  |
| Název | Název    | Počet obyvatel (2020) | Rozloha km² (2020) | Hustota zalidnění (obyv. na km²) |
| český přepis | znaky    | Počet obyvatel (2020) | Rozloha km² (2020) | Hustota zalidnění (obyv. na km²) |
| Městské obvody |          |                       |                    |                                  |
| Li-tchung | 利通区   | 460 790               | 1 380              | 334                              |
| Chung-s’-pu | 红寺堡区 | 197 604               | 2 470              | 80                               |
| Městský okres |          |                       |                    |                                  |
| Čching-tchung-sia | 青铜峡市 | 244 309               | 1 906              | 128                              |
| Okresy |          |                       |                    |                                  |
| Jen-čch’ | 盐池县   | 159 209               | 6 557              | 24                               |
| Tchung-sin | 同心县   | 320 801               | 4 429              | 72                               |
| |          |                       |                    |                                  |
| Celkem | Celkem   | 1 382 713             | 16 742             | 83                               |